# Kronenblume
Die Kronenblume (Calotropis gigantea), auch Madar-Strauch genannt, ist eine Pflanzenart in der Unterfamilie der Seidenpflanzengewächse (Asclepiadoideae) innerhalb der Familie der Hundsgiftgewächse (Apocynaceae).

## Vorkommen
Calotropis gigantea ist ursprünglich in Afrika und Südostasien
beheimatet. Heutzutage ist die Kronenblume in vielen Ländern der Welt verwildert z. B. in Südamerika oder in der Karibik. Vor allem ist die Kronenblume in Brachland zu finden so z. B. auf ehemaligen Zuckerrohrfeldern im karibisch-südamerikanischen Raum.

## Beschreibung
Bei Calotropis gigantea handelt es sich um einen Strauch oder kleinen Baum, der Wuchshöhen von über drei Meter erreichen kann. Die kreuzgegenständigen, ungestielten oder kurz gestielten Laubblätter sind einfach, filzig behaart, silbrig-grün, 9 bis 15,8 cm lang und 4,5 bis 9,5 cm breit.
Die Blüten stehen in kompliziert aufgebauten Blütenständen zusammen. Die zwittrigen Blüten sind radiärsymmetrisch und fünfzählig. Die fünf freien Kelchblätter sind 3 bis 7 mm lang. Die fünf an ihre Basis verwachsenen Kronblätter sind 15 bis 17 mm lang.
Es ist nur ein Kreis mit fünf Staubblättern vorhanden. Die Staubfäden sind untereinander zu einer Röhre, mit dem Stempel und mit den Kronblättern verwachsen. Die fleischige Nebenkrone weist eine Länge von 11 bis 12 mm und einen Durchmesser von 6 bis 6,5 mm auf (darin unterscheidet sich diese Art von Calotropis procera, bei der sie kürzer ist). Zwei Fruchtblätter sind zu einem oberständigen Fruchtknoten verwachsen. Die zwei Griffel sind an ihren Spitzen verwachsen.
Es werden blassgrüne, weichschalige Balgfrüchte gebildet, die eine Länge von 70 bis 100 mm und einen Durchmesser von bis zu 40 mm aufweisen. Sie entlassen bei Reife viele behaarte Samen, die durch den Wind verbreitet werden.
Die Chromosomenzahl beträgt 2n = 22.

## Nutzung

Uscharin, einer der Wirkstoffe der Kronenblume.

Calotropis gigantea wurde in der Volksmedizin vielfältig genutzt, beispielsweise zum Stoppen von Blutungen, für leichtere Geburten, und zum Schwangerschaftsabbruch. Der klebrige Milchsaft wirkt insektizid und durch seinen hohen Gehalt an Herzglykosiden toxisch, jedoch wirken verschiedene Inhaltsstoffe antiasthmatisch, sedativ und entzündungshemmend, gerinnungsfördernd, anti-diabetisch und hemmen das Wachstum einiger Tumorzellen. Einige der wichtigsten Inhaltsstoffe sind Uscharin und epi-Uscharin. Weitere Bestandteile sind Cardenolide, Pregnanone, verschiedene Triterpene, und nichtproteinogene Aminosäuren, wie Giganticin.
Die Blätter wurden dem Damaszener Stahl zugesetzt. Die Bastfasern der Pflanze werden für Seile, Fischernetze und Papier verwendet. Die Samenfasern werden als Akon z. B. als Rettungswestenfüllungen eingesetzt und sind für textile Anwendungen geeignet.